# William Pearson (Sänger)

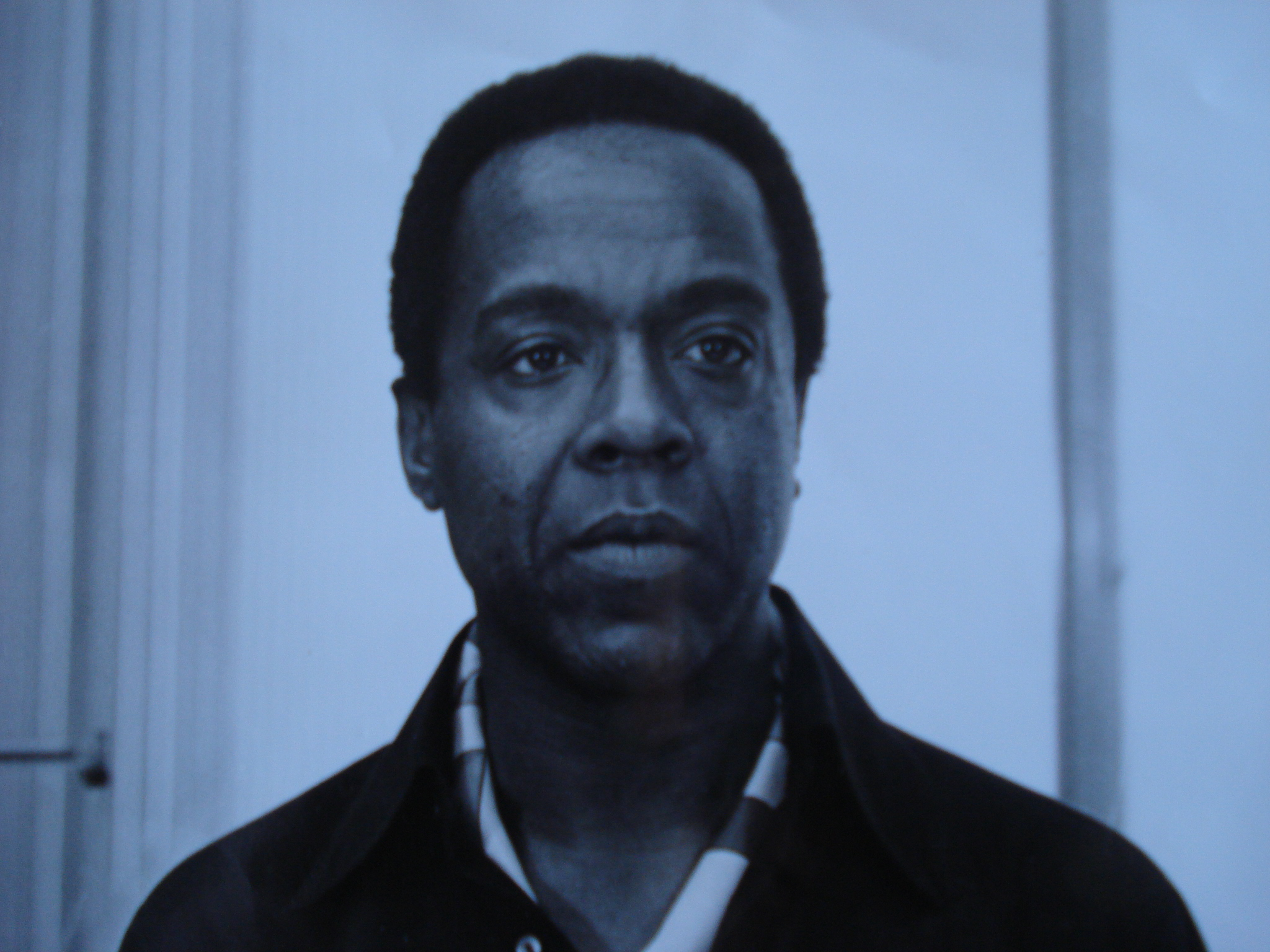
William Pearson

William Pearson (* 10. September 1934; † 18. Juni 1995 in Köln) war ein US-amerikanischer Sänger (Bariton).
Er verbrachte den Großteil seiner Karriere in Europa, vor allem in Deutschland. Er war für sein breites Repertoire bekannt, das sich von Bach und Händel bis Spirituals und avantgardistischen Kompositionen erstreckte.

## Leben

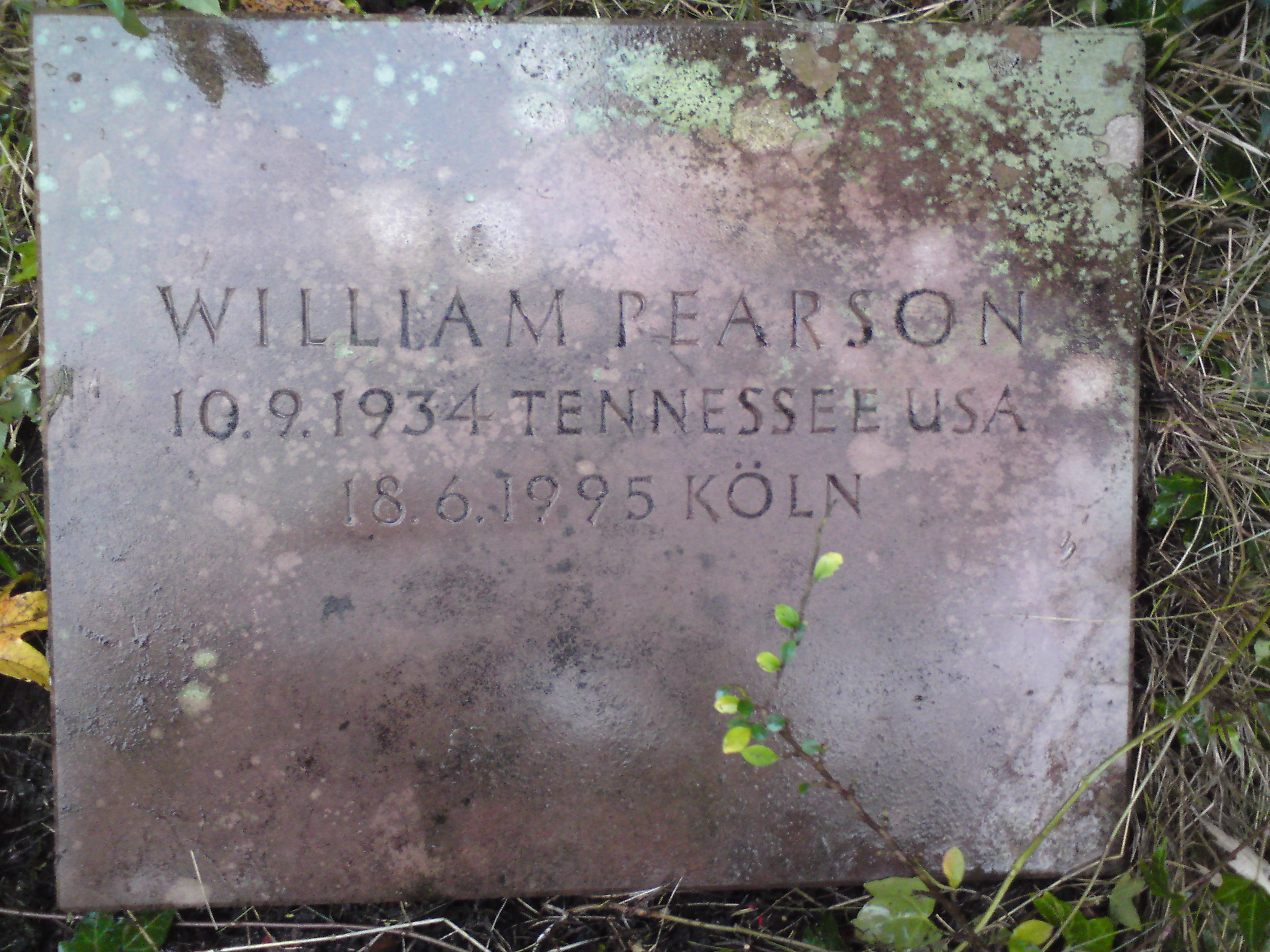
Grabstein von William Pearson

Pearson wurde in Tennessee geboren und studierte an der School of Music an der University of Louisville, Kentucky. 1956 kam er als Fulbright-Stipendiat nach Europa. Er war der erste schwarze Sänger, der das Stipendium erhielt. Nach weiteren Studien an der Musikhochschule Köln bei Ellen Busenius und Clemens Glettenberg sang er an verschiedenen internationalen Opernhäusern, zum Beispiel in Budapest, Hamburg, Helsinki und Paris.
Ab 1963 leitete er die Gesangsklasse am Robert-Schumann-Konservatorium in Düsseldorf.
Er erzielte 1965 einen großen Erfolg als Porgy in Gershwins Porgy and Bess bei der europäischen Erstaufführung in Helsinki; das Werk begleitete ihn seine ganze Laufbahn über.
Mit Gloria Davy und den Nürnberger Symphonikern wurde 1968 eine LP Porgy & Bess eingespielt.
Pearson gab Konzerte und Liederabende in ganz Deutschland und Europa sowie in den bedeutendsten kulturellen Zentren Europas, der USA und Australiens.
Zeitgenössische Komponisten schrieben Musikstücke für ihn, darunter György Ligeti 1962 Aventures, Sylvano Bussotti 1960 Pearson Piece, für das Pearson den Text verfasste, und Dieter Schnebel 1970 Maulwerke und 1970/71 Atemzüge.
Hans Werner Henze komponierte die dramatische Kammerrevue El Cimarrón (1969/1970) für Pearson nach einer von Hans Magnus Enzensberger bearbeiteten Autobiografie des kubanischen Sklaven Esteban Montejo. Die Uraufführung fand am 22. Juni 1970 beim Adelburgh Festival statt.
Henze würdigte Pearson nach dessen Tod: „‚El Cimarron‘ ist komponiert worden mit lebhaften Vorstellungen von Billy, seiner Stimme, seinen Ausdrucksmöglichkeiten, seiner immer charismatischer werdenden Ausstrahlung. Unsere Freundschaft war lustig und ist unzerstörbar.“
1983 begann Pearson die Zusammenarbeit mit dem Schauspieler und Regisseur Franz-Josef Heumannskämper. Die erste Produktion war Dadazuerich mit Gisela Saur-Kontarsky und Ingo Metzmacher, Bühnenbild Gerhard Naschberger, die 1985 bei den Frankfurt Festen in der Alten Oper in Frankfurt aufgeführt wurde.
1994 bis 1995 übernahm William Pearson die musikalische Leitung von „Violett“, Farboper von Wassily Kandinsky, in der Regie von Franz-Josef Heumannskämper für das Sprengel Museum Hannover, mit Gastspielen unter anderem in London, Amsterdam und Luxemburg.
Der Musikkritiker Gerhard R. Koch bezeichnete Pearson in einem Nachruf als „visuell wie musikalisch wandelbar wie ein Chamäleon – und wie dieses gleichwohl stets identisch mit sich selbst, integer gerade in seiner künstlerischen Anpassungsfähigkeit und kreativen Offenheit für extreme Anforderungen.“
Franz-Josef Heumannskämper, der Lebensgefährte Pearsons, übergab dessen Nachlass dem Kölner Stadtarchiv. Der Nachlass, darunter Original-Partituren und Briefwechsel mit Hans Werner Henze und Mauricio Kagel, ging beim Einsturz des Gebäudes im März 2009 verloren. Heumannskämper klagte vor dem Landgericht Köln auf Schadenersatz. Die Berufung erfolgt vor dem Oberlandesgericht Köln; das Verfahren ruht, bis die Gutachten abgeschlossen sind.